# SmRNA
Die smRNA (englisch small modulatory RNA) ist eine 2004 entdeckte Art von dsRNA (Doppelstrang-RNA). Die RNA (englische Abkürzung für Ribonukleinsäure, auf Deutsch abgekürzt mit RNS) mit einer Länge von 20 Nucleotiden ist an der Entwicklung von Nervenzellen beteiligt. Sie interagiert mit einem Protein, welches in anderen Zellen die Expression bestimmter, nervenzellenspezifischer Gene verhindert. Der genaue Mechanismus ist noch unbekannt.